# Гикау (Шлезвиг-Холштајн)
Гикау (њем. Giekau) општина је у њемачкој савезној држави Шлезвиг-Холштајн. Једно је од 84 општинска средишта округа Плен. Према процјени из 2010. у општини је живјело 1.118 становника. Посједује регионалну шифру (AGS) 1057021.

## Географски и демографски подаци
Гикау се налази у савезној држави Шлезвиг-Холштајн у округу Плен. Општина се налази на надморској висини од 41 метра. Површина општине износи 32,8 km². У самом мјесту је, према процјени из 2010. године, живјело 1.118 становника. Просјечна густина становништва износи 34 становника/km².

## Међународна сарадња
| Мјесто  | Држава    | Врста сарадње | Од    |
| ------- | --------- | ------------- | ----- |
|         | Француска | партнерство   | 1984. |
| Раквере | Естонија  | контакт       | 2000. |
| Извор   |           |               |       |